# Synkov-Slemeno
Synkov-Slemeno est une commune du district de Rychnov nad Kněžnou, dans la région de Hradec Králové, en Tchéquie. Sa population s'élevait à 423 habitants en 2020.

## Géographie
Synkov-Slemeno se trouve à 3 km au nord de Kostelec nad Orlicí, à 5 km au sud-ouest de Rychnov nad Kněžnou, à 29 km à l'est-sud-est de Hradec Králové et à 128 km à l'est-nord-est de Prague.
La commune est limitée par Libel au nord-ouest, par Rychnov nad Kněžnou au nord, à l'est et au sud-est, par Tutleky et Kostelec nad Orlicí au sud, et par Častolovice au sud-ouest.

## Histoire
La première mention écrite de la localité date de 1352.

## Administration
La commune se compose de trois quartiers :
- Jedlina
- Slemeno
- Synkov